# Rivière Sainte-Anne (La Haute-Gaspésie)
Pour les articles homonymes, voir Rivière Sainte-Anne.
La rivière Sainte-Anne est un affluent du littoral sud du fleuve Saint-Laurent situé au Gaspésie–Îles-de-la-Madeleine dans la municipalité régionale de comté (MRC) de La Haute-Gaspésie, au Québec, au Canada.

## Présentation
Quatre espèces de poissons fréquentent la rivière Sainte-Anne. Outre le saumon atlantique, on trouve l'omble de fontaine, la truite arc-en-ciel et l'anguille d'Amérique.

## Géographie
La rivière Sainte-Anne prend sa source au lac Sainte-Anne (longueur : 5,8 km ; altitude : 385) lequel se situe dans le canton Lemieux, dans les Monts Notre-Dame, sur le versant nord de la ligne de partage des eaux avec la petite rivière Cascapédia Ouest laquelle coule vers le sud. Cette dernière vallée constitue le prolongement vers le sud de la vallée de la rivière Sainte-Anne.
Le lac Sainte-Anne s'abreuve du côté sud par le lac Mimault et du côté est par le ruisseau du Bois. Le mont Lyall (altitude : 919 m) domine à 2,7 km du côté ouest en présentant des falaises escarpées face au lac. Tandis que le Pic Sterling du Mont Vallières-de-Saint-Réal culmine à 907 m à 2,5 km du côté nord-est du lac. La Réserve faunique des Chic-Chocs est située du côté est du lac.
L'embouchure du lac est situé à 46,9 km au sud du littoral sud de l'estuaire maritime du Saint-Laurent et à 71,9 km au nord de la Baie des Chaleurs.
La rivière Sainte-Anne coule vers le nord en traversant le Parc national de la Gaspésie. Dans son cours vers le nord, la rivière Sainte-Anne traverse les cantons de Lemieux, de Lesseps, de la Potardière, de Courcelette et de Cap-Chat. En fin de cours, la rivière traverse vers le nord la municipalité de Sainte-Anne-des-Monts.
À partir de l'embouchure du lac Sainte-Anne, la rivière Sainte-Anne coule sur 74,0 km répartis selon les segments suivants :
Cours supérieur de la rivière (segment de 19,8 km)
- 5,3 km vers le nord-ouest dans le canton Lemieux, en recueillant les eaux du ruisseau des Petits Lacs (venant de l'est) et le ruisseau Hog's Back (venant de l'ouest), jusqu'à la limite du canton de Lesseps ;
- 8,8 km vers le nord dans le canton de Lesseps, en recueillant les eaux du ruisseau du Castor (venant de l'est) et du ruisseau Isabelle (venant de l'ouest), jusqu'à la limite du canton de la Potardière ;
- 5,7 km vers le nord-ouest dans le canton de Potardière, en recueillant les eaux du ruisseau du Diable (venant de l'ouest), jusqu'à la confluence de la rivière Sainte-Anne Nord-Est (venant de l'est).

Cours inférieur de la rivière (segment de 54,2 km)
À partir de la confluence de la rivière Sainte-Anne Nord-Est, la rivière Sainte-Anne coule sur :
- 20,2 km vers le nord-ouest, en recueillant les eaux du ruisseau Blouin (venant du nord), le « ruisseau du Plaqué Malade » (venant du sud), le « ruisseau aux Chevreuils » (venant du nord), la rivière de la Grande Fosse (venant du sud), le « ruisseau à la Martre » (venant du nord) et le ruisseau du Grand Volume (venant du sud), jusqu'à la limite du canton de Courcelette ;
- 6,0 km vers l'ouest, en recueillant les eaux du « ruisseau du Petit Volume » (venant du sud) et de ruisseau Cap-Seize (venant du nord), jusqu'à la limite de la « Réserve provinciale de Chic-Chocs » ;
- 4,9 km vers le nord, en formant la limite sud de la « Réserve provinciale de Chic-Chocs », en recueillant les eaux du « ruisseau aux Bouleaux » (venant du sud), jusqu'à la limite du canton de Cap-Chat ;
- 21,6 km vers le nord, en recueillant les eaux du « ruisseau de la Fosse à la Roche » (venant du sud-ouest), du Petit ruisseau Côté (venant du sud-ouest) et du ruisseau Antoine (venant de l'ouest), en serpentant dans le canton de Cap-Chat ;
- 1,1 km vers le nord-est, jusqu'au pont de la route 132 (boul. Sainte-Anne-Ouest) ;
- 0,4 km vers le nord, en passant sous le pont de la 1re avenue ouest, jusqu'à sa confluence.

La rivière Sainte-Anne se déverse sur le littoral sud du golfe du Saint-Laurent au cœur du village de Sainte-Anne-des-Monts dans l'anse de Sainte-Anne-des-Monts. Cette confluence est située à 1,3 km de la limite est du canton de Cap-Chat et à 1,6 km à l'est de l'intersection de la route 132 et de la route Bellevue.

## Toponymie
Le toponyme « rivière Sainte-Anne » a été officialisé le 5 décembre 1968 à la Commission de toponymie du Québec.